# اسماعیل جم
اسماعیل جم (ترکی استانبولی: İsmail Cem; زاده ۱۵ فوریهٔ ۱۹۴۰ – درگذشته ۲۴ ژانویهٔ ۲۰۰۷) سیاست‌مدار، نویسنده، روزنامه‌نگار و از فعالان دموکراسی اهل ترکیه بود.